# Chase This Light
Chase This Light är det alternativa rockbandet Jimmy Eat Worlds sjätte studioalbum, utgivet i oktober 2007.

## Låtlista
1. "Big Casino" - 3:40
2. "Let It Happen" - 3:25
3. "Always Be" - 3:04
4. "Carry You" - 4:22
5. "Electable (Give It Up)" - 2:56
6. "Gotta Be Somebody's Blues" - 4:45
7. "Feeling Lucky" - 2:32
8. "Here It Goes" - 3:22
9. "Chase This Light" - 3:26
10. "Firefight" - 3:51
11. "Dizzy" - 4:46